# Acanthopleurus
Acanthopleurus es un género extinto de peces actinopterigios prehistóricos. Fue descrito por Agassiz en 1843.